# カーネギー教育振興財団
カーネギー教育振興財団 (Carnegie Foundation for the Advancement of Teaching, CFAT)とは、米国に本部を置く教育政策シンクタンク、研究所である。1905年にアンドリュー・カーネギーによって設立され、1906年にアメリカ合衆国議会から法的認可を取得した。
著名な業績には、アメリカ教職員保険・年金機構（Teachers Insurance and Annuity Association, TIAA）の設立、医学教育におけるフレクスナー報告（Flexner Report）の作成、カーネギー・ユニット（Carnegie Unit）、教育試験サービス（ETS, TOEIC実施団体）、カーネギー高等教育機関分類などが挙げられる。

## 理事長
- ヘンリー・スミス・プリチェット 1906-1930年
- ヘンリー・スザロー 1930-1933年
- ウォルター・A・ジェサップ 1933-1944年
- オリバー・カーマイケル 1945-1953年
- ジョン・W・ガードナー 1955-1963年
- アラン・パイファー 1965-1979年
- アーネスト・L.・ボイヤー 1979-1995年
- リー・シュルマン 1997-2008年
- アンソニー・ブリュック 2008-2021年
- ティモシー・ノウルズ 2021年-